# Sthenelanella ehlersi
Sthenelanella ehlersi är en ringmaskart som först beskrevs av Horst 1916.  Sthenelanella ehlersi ingår i släktet Sthenelanella och familjen Sigalionidae. Inga underarter finns listade i Catalogue of Life.